# Woubrugge

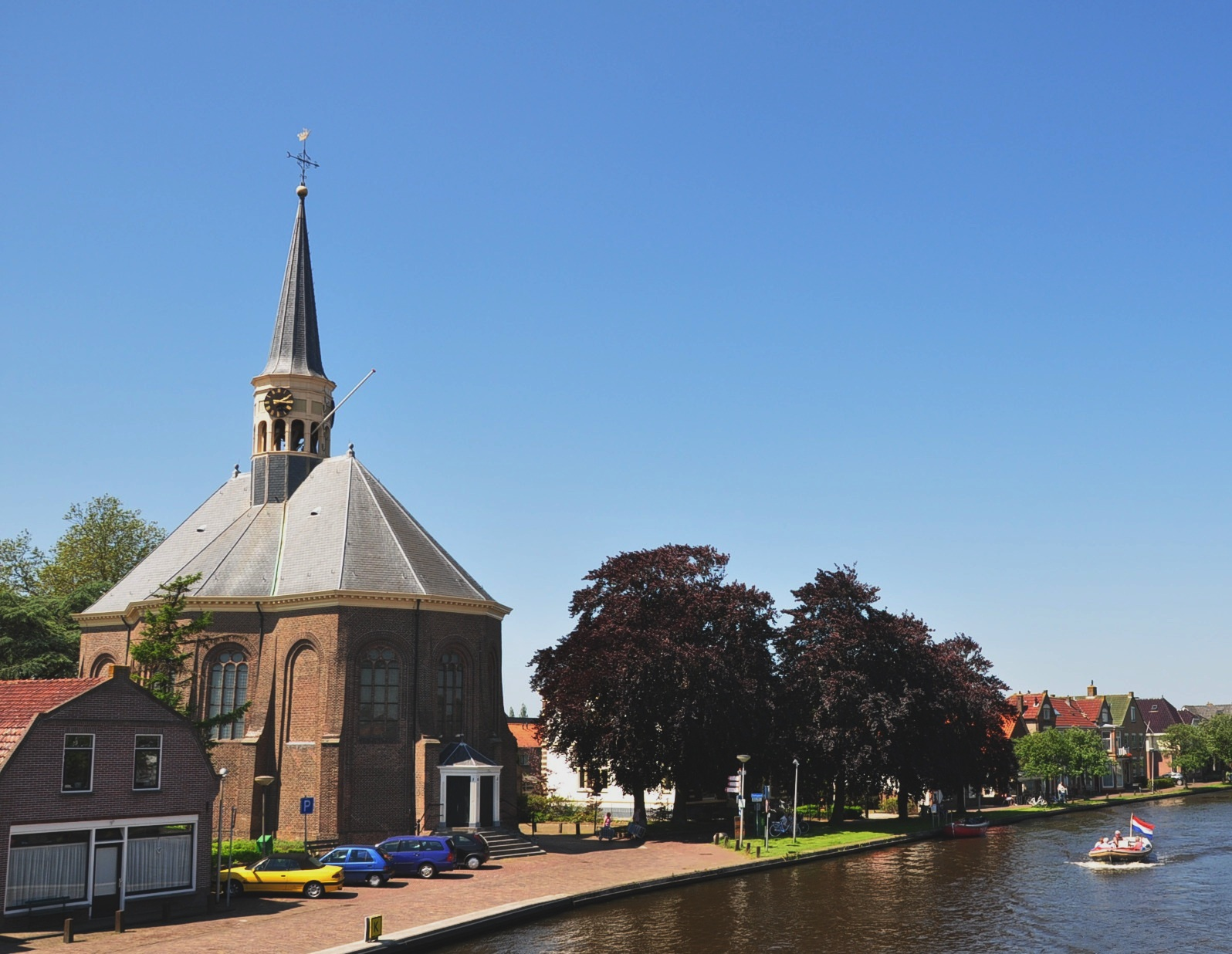
Woubrugge:edifici lungo il Woudwetering

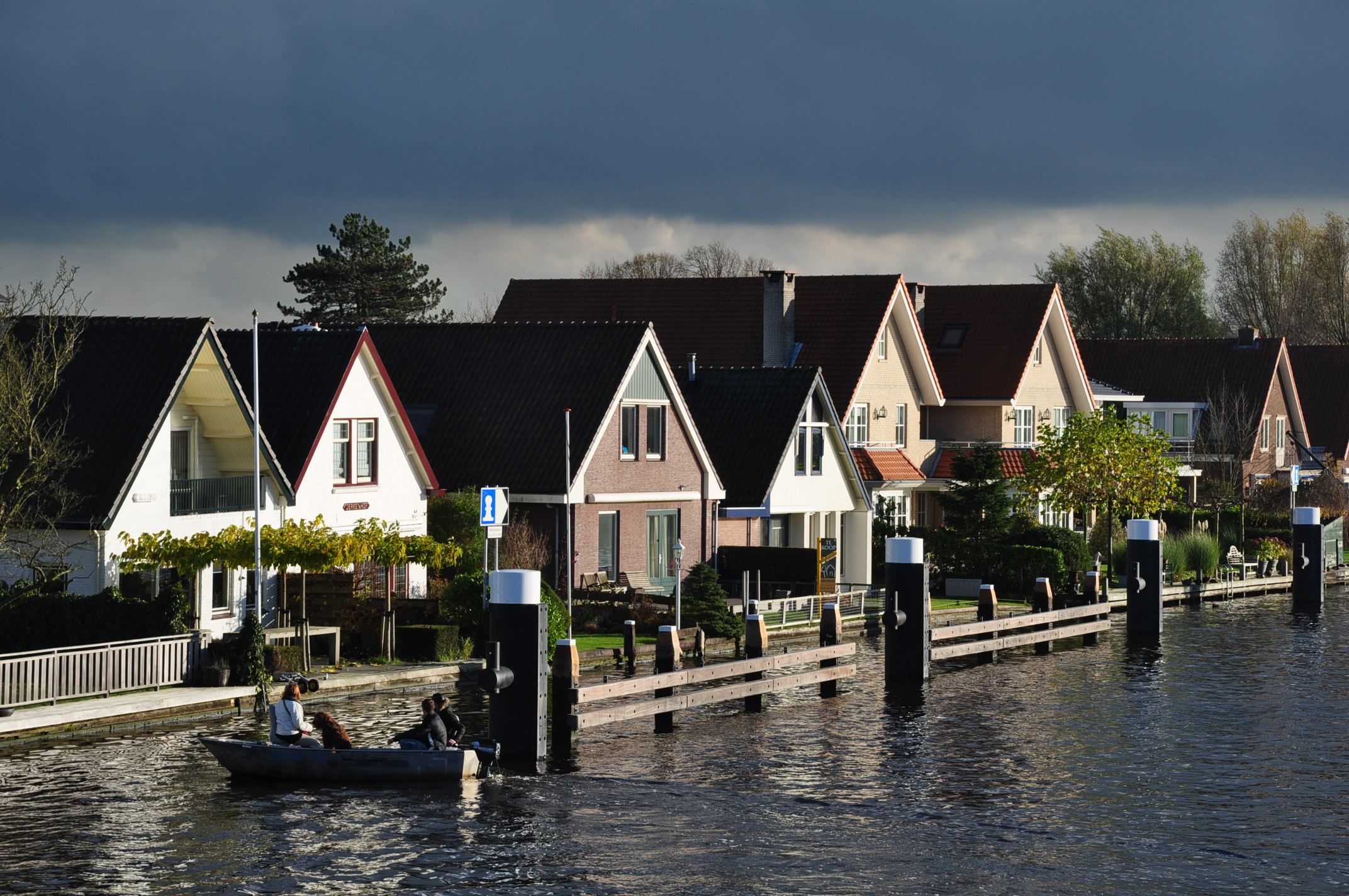
Woubrugge: altri edifici lungo il Woudwetering

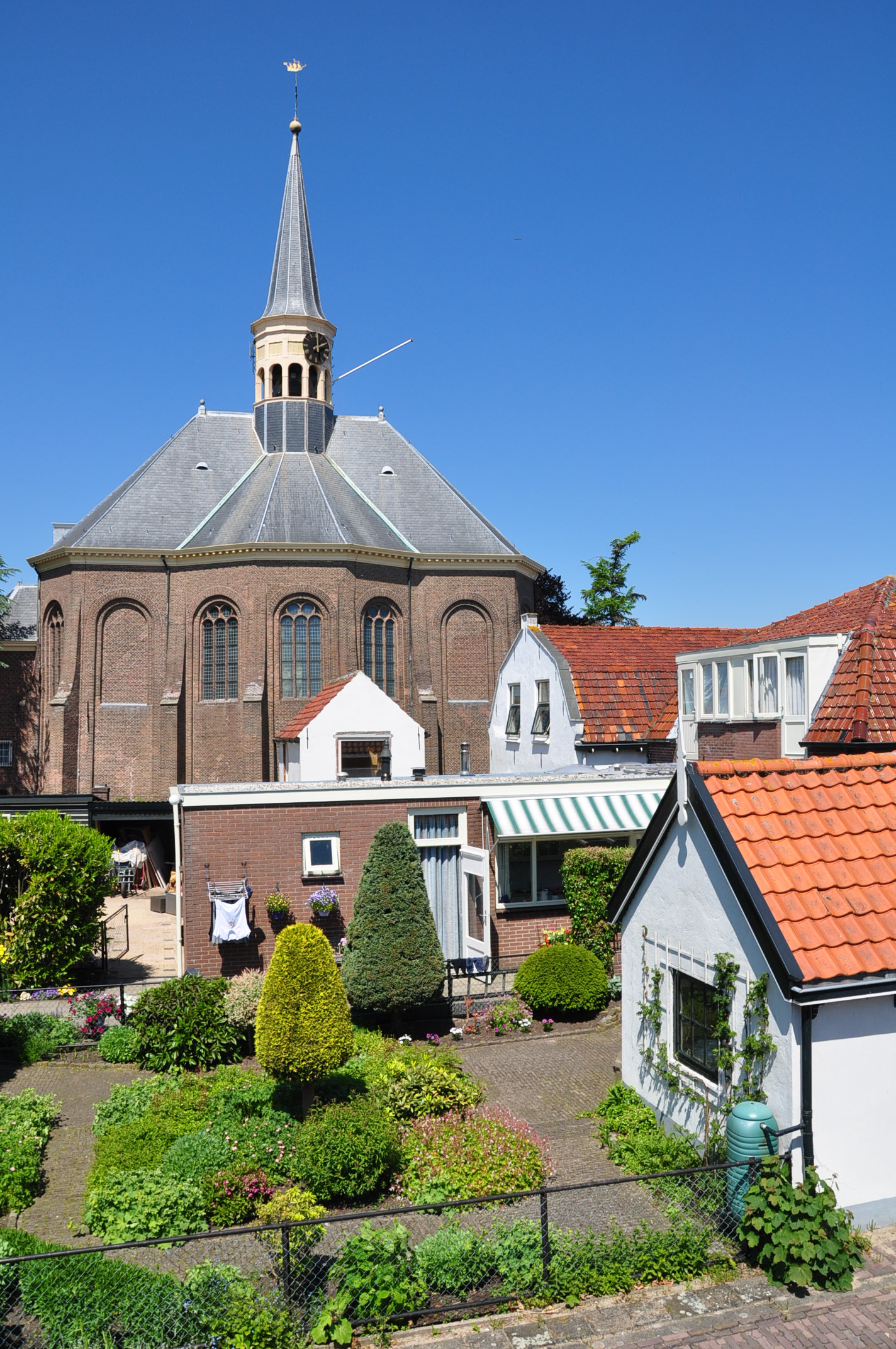
Woubrugge: la chiesa protestante

Woubrugge è un villaggio di circa 5.400 abitanti del sud-ovest dei Paesi Bassi, facente parte della provincia dell'Olanda Meridionale (Zuid-Holland) e situato nell'area dei Kagerplassen e lungo il corso del Woudwetering, nella regione di Holland Rijnland  Dal punto di vista amministrativo, si tratta di un ex-comune, dal 1991 accorpato alla municipalità di Jacobswoude e dal 2009 a quella di Kaag en Braassem..

## Geografia fisica
Woubrugge si trova sud del Brasemermeer e del villaggio di Alkemade.

## Origini del nome
Il nome del villaggio si deve ad un ponte (in olandese: brug) sul Woudwetering, che esisteva già prima del 1505.

## Storia
Nel IX secolo sorgeva un castello in loco, il castello Ter Woude, costruito per volere di Jacob van Woude. Questo castello venne distrutto nel 1425.
A partire dal XVIII secolo, si hanno notizie della municipalità di Woubrugge.

### Simboli
Lo stemma di Woubrugge è formato da due righe blu inframezzate da una riga gialla: all'interno della riga blu superiore si trovano due mezze lune di colore giallo, mentre una mezza luna, sempre di colore giallo, si trova all'interno della riga inferiore.
Questo stemma è derivato da quello del casato di Van Wassenaar, proprietario della signoria.

## Monumenti e luoghi d'interesse
Woubrugge vanta 2 soli edifici classificati come rijksmonumenten e 2 edifici classificati come gemeentelijke monumenten.

### Architetture religiose

#### Chiesa protestante
Principale edificio religioso di Woubrugge è la chiesa protestante nella Comriekade, inaugurata nel 1653.

## Società

### Evoluzione demografica
Woubrugge conta una popolazione pari a 5.395 abitanti, di cui 2.730 (50,60%) sono uomini e 2.665 (49,40%)  sono donne.

## Geografia antropica
Buurtschappen
- Ofwegen[3]